# Кюлоты
Кюло́ты (фр. culotte ← cul «зад») — короткие, застёгивающиеся под коленом штаны, которые носили в основном только аристократы. Кюлоты носили с чулками и башмаками с пряжками. Вошли в моду во Франции в XVI веке и с видоизменениями дожили до XIX века. Около 1780 года граф д’Артуа, будущий король Франции Карл X, ввёл в моду в качестве одежды для верховой езды замшевые кюлоты: четыре лакея натягивали их на него, и четыре — снимали. В России появились в XVII в.
Несмотря на аристократичность происхождения, в народ кюлоты перешли через сюртук солдата прусской королевской армии, полностью повторявший дворянский сюртук, который включал в себя узкие брюки чуть ниже колена, застёгивавшиеся по бокам на пуговицы. Кюлоты, как и камзол, в армии носили палевого, жёлтого, белого или красного цвета. Их цвет выступал в качестве отличительной особенности при использовании пехотными полками униформы.